# منذ أن رحلت (فلم)
منذ أن رحلت (بالإنجليزية: Since You Went Away) هو فيلم دراما تم إنتاجه في الولايات المتحدة وصدر في سنة 1944.

## طاقم التمثيل
- كلوديت كولبيرت
- جنيفر جونز
- شيرلي تيمبل

### ترشيحات وجوائز
| السنة | الحدث  | الفئة               | النتيجة |
| ----- | ------ | ------------------- | ------- |
|       | أوسكار | أفضل موسيقى تصويرية | فوز     |

## الميزانية والإيرادات
بلغت تكلفة إنتاج الفيلم حوالي 3,257,000 دولار بينما حقق أرباحا تقدر بـ over 7 مليون دولار.

## وصلات خارجية
- مقالات تستعمل روابط فنية بلا صلة مع ويكي بيانات